# Sankt Jörgens hospitalskyrka
Sankt Jörgens hospitalskyrka var en kyrka under medeltiden i Lund. 
Sankt Jörgens hospital byggdes i mitten av 1100-talet som ett "Domus leprosorum", det vill säga ett hem för spetälska. Det var sannolikt det första hospitalet som byggdes i Danmark för att isolera leprasjuka. Det låg i det som idag är Sankt Jörgens park, eller Skönadalsparken, ungefär 500 meter utanför Lunds medeltida östra stadsport.
Hospitalskyrkan låg något norr om hospitalet. Den var helgad åt aposteln Johannes. Kyrkan uppfördes på 1100-talet med en romansk planlösning med långhus, kor och halvrund absid. Under 1200-talet utvidgades koret åt öster och fick rak vägg i öster, och samtidigt byggdes ett torn i väster.
Sankt Jörgens hospital stängdes 1587 och verksamheten överfördes då till Helgeandshuset. Därefter bröts det sten från kyrkan och de andra byggnaderna, vilka användes till andra byggnadsprojekt.
Idag finns stenläggning i marken i Sankt Jörgens park som märker ut var hospitalets huvudbyggnad respektive hospitalskyrkan fanns. 